# لورنیسر
لورنیسر (انگلیسی: Lorinser) شرکت خودروسازی آلمانی است، که در سال ۱۹۳۰ تأسیس شد.